# Stan Winston
Stanley Winston (Richmond, Virginia, 7 de abril de 1946 - Los Ángeles, California, 15 de junio de 2008), conocido como Stan Winston, fue un artista, creador y supervisor de efectos visuales, artista de maquillaje, especialista en diseño animatrónico y director de cine estadounidense. Fue más conocido por su trabajo al crear diferentes monstruos que han hecho grande[cita requerida] el cine de Hollywood durante la década de los 80 y 90 en las series de películas de Terminator, Parque Jurásico, Alien, Depredador,  Edward Scissorhands y Iron Man. Ganó un total de cuatro Premios Óscar otorgados por la Academia de las Artes y las Ciencias Cinematográficas de Hollywood por su trabajo.

## Biografía
Nacido el 7 de abril de 1946 en Richmond, estudió en la Universidad de Bellas Artes de Virginia. Es padre del actor Matt Winston.

## Carrera

### Años 1970
En 1972, Winston estableció su propia compañía, llamada Stan Winston Studio, y ganó un Premio Emmy por su trabajo de efectos para la película de televisión Gárgolas. Durante los siete años siguientes, Winston continuó recibiendo nominaciones al Emmy por su trabajo en proyectos como La autobiografía de Miss Jane Pittman. También creó los disfraces de wookies para el Especial de Navidad de Star Wars de 1978.

### Años 1980
En 1982, Winston recibió su primera nominación al Oscar por Heartbeeps. Para aquel entonces ya había establecido su propio estudio, y su trabajo en el clásico de ciencia ficción The Thing ese mismo año lo convirtió en una prominente figura de Hollywood.
En 1983, Winston diseñó la máscara de Mr. Roboto para el grupo de rock estadounidense Styx.
Winston alcanzó un nuevo nivel de fama cuando se estrenó Terminator de James Cameron. La película fue un éxito inesperado, y el trabajo de Winston para darle vida a una máquina asesina metálica le abrió la puerta a muchos nuevos proyectos y adicionales colaboraciones con Cameron. De hecho, Winston ganó su primer Oscar por Mejores efectos visuales por la siguiente película de Cameron, Aliens.
Durante los siguientes años, Winston y su compañía recibieron reconocimiento por su trabajo en más películas de Hollywood, incluyendo El joven manos de tijera en España como Eduardo Manostijeras de Tim Burton, Depredador de John McTiernan. Misión: Aliens, The Monster Squad y Depredador 2.
En 1989, Winston debutó como director de la película de horror Pumpkinhead, y ganó el premio al Mejor nuevo director en el Festival de Cine de París. El siguiente proyecto que dirigió fue A Gnome named Gnorm en 1990, protagonizado por Anthony Michael Hall.

### Años 1990
James Cameron reclutó nuevamente al equipo de Winston en 1990, esta vez para la innovadora Terminator 2: el juicio final. T2 se estrenó en el verano de 1991, y el trabajo de Winston en este éxito de taquilla le hizo ganar dos Óscars más por Mejores efectos de maquillaje y Mejores efectos especiales.
En 1992, fue nominado por aún otra película de Tim Burton, la segunda parte del superhéroe Batman Returns, donde sus efectos en Danny DeVito como El Pingūino, Michelle Pfeiffer como Catwoman (Gatúbela en Latinoamérica), le ganaron un mayor reconocimiento por su ética de trabajo y lealtad a su intrínseca habilidad para darle vida a las ideas de los distintos directores.
La atención de Winston se centró en los dinosaurios cuando Steven Spielberg solicitó su ayuda para llevar al cine el Parque Jurásico de Michael Crichton.
En 1993, Winston, Cameron y el exgerente general de ILM, Scott Ross, cofundaron Digital Domain, uno de los mejores estudios de efectos visuales digitales en el mundo. En 1998, después del éxito taquillero de Titanic, Cameron y Winston cortaron su relación laboral con la compañía y renunciaron al comité de directores.
Winston y su equipo continuaron proporcionando efectos para muchas más películas y desarrollando su trabajo en el dominio de la animatrónica, por ejemplo en T2 3-D, una atracción de los Estudios Universal o en A.I. Inteligencia artificial.
En 1996 dirigió y coprodujo el vídeo musical más largo de la historia[cita requerida]: Ghosts, basado en un concepto original de Michael Jackson y Stephen King.

### Años 2000
En 2001 se le colocó una estrella en el Paseo de la Fama de Hollywood. Junto con Lou Arkoff (hijo de Sam Arkoff) y Collen Camp, produjo una serie de películas para los canales de cable Cinemax y HBO. Las cinco películas fueron inspiradas por títulos de la AIP de los años 1950, si bien tenían distintos argumentos. 
Falleció a los 62 años de edad en su hogar de Malibu, California, después de sufrir durante siete años de mieloma múltiple, un agresivo tipo de cáncer.

## Premios y nominaciones
Premios Óscar
| Año  | Categoría                | Película                        | Resultado |
| ---- | ------------------------ | ------------------------------- | --------- |
| 1982 | Mejor maquillaje         | Heartbeeps                      | Nominado  |
| 1987 | Mejores efectos visuales | Aliens: El regreso              | Ganador   |
| 1988 | Mejores efectos visuales | Depredador                      | Nominado  |
| 1991 | Mejor maquillaje         | Eduardo Manostijeras            | Nominado  |
| 1992 | Mejor maquillaje         | Terminator 2: el juicio final   | Ganador   |
| 1992 | Mejores efectos visuales | Terminator 2: el juicio final   | Ganador   |
| 1993 | Mejor maquillaje         | Batman returns                  | Nominado  |
| 1994 | Mejores efectos visuales | Parque Jurásico                 | Ganador   |
| 1998 | Mejores efectos visuales | El mundo perdido: Jurassic Park | Nominado  |
| 2002 | Mejores efectos visuales | A.I. Inteligencia artificial    | Nominado  |